# لامبرت فان هافن
لامبرت فان هافن (بالدنماركية: Lambert van Haven؛ بالنرويجية البوكمول: Lambert van Haven) هو مهندس معماري ورسام دنماركي ونرويجي، ولد في 16 أبريل 1630 في برغن في النرويج، وتوفي في 9 مايو 1695 في كوبنهاغن في الدنمارك.